# Pekinška patka
Pekinška patka jedno je od najpoznatijih jela u kineskoj kuhinji. Recept za pekinšku patku datira još iz dinastije Ming. U Vijetnamu postoji varijanta koja se zove Vịt quay Bắc Kinh.